# Neurophyseta debalis
Neurophyseta debalis là một loài bướm đêm trong họ Crambidae.